# Messor chamberlini
Messor chamberlini är en myrart som beskrevs av Wheeler 1915. Messor chamberlini ingår i släktet Messor och familjen myror. Inga underarter finns listade i Catalogue of Life.

## Bildgalleri